# Neophilydor fuscipenne
El ticotico aligrís (Neophilydor fuscipenne), también denominado hojarasquero alinegro (en Colombia), limpiafronda alipizarra (en Ecuador y Panamá) o ticotico de alas grises, es una especie de ave paseriforme de la familia Furnariidae perteneciente al género Neophilydor, anteriormente incluida en el género Philydor. Es nativo del este de América Central y del noroeste de América del Sur.

## Distribución y hábitat
Se distribuye de forma disjunta desde el centro y este de Panamá hasta el norte y suroeste de Colombia, y en  el oeste de Ecuador.
Esta especie es considerada poco común y local en su hábitat natural, el nivel inferior y medio del bosque húmedo en tierras bajas y montanas hasta los 1200 m de altitud.

## Descripción
Mide entre 16,5 a 17 cm de longitud, y pesa entre 25 y 28 g. Plumaje castaño en el dorso, grisáceo en la corona y las mejillas, línea ocular delgada negruzca; plumaje rojizo rufo brillante en la grupa y en la cola; garganta color crema a blancuzca; alas gris pizarra; pecho y vientre color ante leonado.

## Sistemática

### Descripción original
La especie N. fuscipenne fue descrita por primera vez por el zoólogo británico Osbert Salvin en 1866 bajo el nombre científico Philydor fuscipennis; su localidad tipo es: «Santiago, Veraguas, Panamá».

### Etimología
El nombre genérico neutro «Neophilydor» se compone de la palabra del griego «neos», que significa ‘nuevo’, ‘diferente’, y del género Philydor, que por su vez se compone de las palabras del griego « φιλος philos» que significa ‘que ama’, y «ὑδωρ hudōr, ὑδατος hudatos» que significa ‘agua’; y el nombre de la especie «fuscipenne», se compone de las palabras del latín «fuscus» que significa ‘oscuro’ y «pennis» que significa ‘de alas’. El nombre de la especie fue descrito y a veces se escribe fuscipennis, pero debe concordar con la neutralidad del género.

### Taxonomía
Esta especie tiene como pariente más próximo a Neophilydor erythrocercum, y anteriormente fueron tratadas como conespecíficas. Las dos especies tradicionalmente hicieron parte del género Philydor que los estudios genético-moleculares de Derryberry et al. (2011) ya revelaban ser altamente polifilético. Las dos especies P. erythrocercum y P. fuscipenne no eran ni cercanamente parientes de Philydor atricapillus, la especie tipo del género; lo que fue posteriormente confirmado por estudios más recientes de Harvey et al. (2020).
Las afinidades exactas del clado formado por P. erythrocercum y P. fuscipenne no están totalmente definidas, mientras Derryberry et al. (2011) muestran que el par es hermano de Megaxenops, Harvey et al. (2020) muestran que es hermano de Anabazenops. De cualquier forma se estima que son divergentes de ambos entre diez y seis millones de años respectivamente; fenotípicamente también no se encajan, P. erythrocercum y P. fuscipenne tienen picos menores, alas más alargadas, colas más cuadradas, y tarsos más cortos comparados a Megaxenops y Anabazenops.
Por lo tanto la solución más obvia encontrada por los ornitólogos para separar el par, y dado que no había ningún nombre genérico disponible, fue describir un nuevo género: Neophilydor. La separación en el nuevo género fue adoptada por las principales clasificaciones y reconocida por el Comité de Clasificación de Sudamérica (SACC) en la Propuesta No 991.
La subespecie erythronotum ha sido tratada como especie separada, pero las diferencias de vocalización con la nominal aparentemente no existen. La población disjunta del oeste de Ecuador podría tratarse de un taxón no descrito, aunque la vocalización es similar a erythronotum. La subespecie propuesta P. f. fulvescens Todd, 1950 (descrita a partir de un único espécimen del norte de Colombia) representa apenas una variación de plumaje de erythronotum.

### Subespecies
Según las clasificaciones del Congreso Ornitológico Internacional (IOC) y Clements Checklist/eBird, se reconocen dos subespecies, con su correspondiente distribución geográfica:
- Neophilydor fuscipenne fuscipenne Salvin, 1866 – centro de Panamá (Veraguas, Coclé, este de Colón, Zona del Canal).
- Neophilydor fuscipenne erythronotum P.L. Sclater & Salvin, 1873 – este de Panamá (hacia el este desde el este de San Blas y este de la provincia de Panamá) hasta el norte y suroeste de Colombia (al este hasta el norte de Santander y norte de Caldas, al sur hasta Chocó) y en el oeste de Ecuador (desde el sur de Pichincha hacia el sur hasta el noroeste de Azuay y en El Oro).